# Michael Giermeier

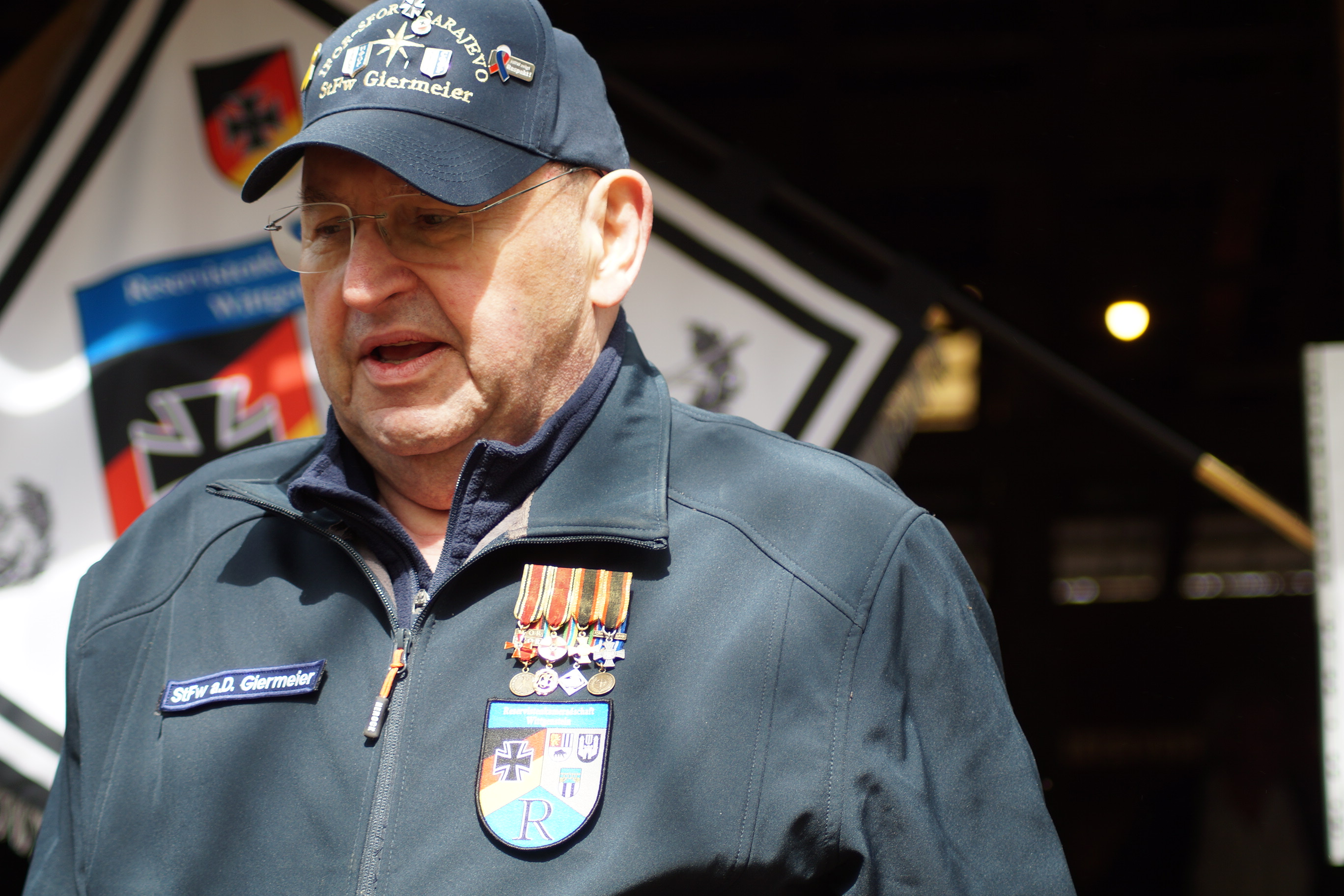
Michael Giermeier (2024)

Michael Giermeier (* 1949 in Passau) ist ein deutscher Stabsfeldwebel a. D., der als „Engel von Sarajevo“ Bekanntheit erlangte und als eines der vier Vorbilder der Luftwaffe gilt.

## Leben

### Militärische Laufbahn
Giermeier trat 1970 als Bodenverteidigungssoldat in die Bundeswehr ein. Anschließend wurde er zum Munitionsunteroffizier und Flakfeldwebel ausgebildet. Neben verschiedenen Verwendungen wurde er 1982 nach Erndtebrück versetzt und diente in der FlakBttr 302. Nach der Auflösung der Batterie 1990 wechselte er zum Verteidigungskreiskommando nach Marburg. Anschließend folgte ab 1992 die Verwendung als Kompaniefeldwebel der technischen Kompanie der Technischen Schule der Luftwaffe 1 in der Hachenberg-Kaserne. Am 30. September 2002 folgte die Versetzung in den Ruhestand.

### Humanitäre Arbeit
Während seines ersten Einsatzes Ende 1996/Anfang 1997 im Rahmen des IFOR/SFOR-Einsatzes in Sarajevo, zu welchem er sich freiwillig beordern ließ, rief er die Arbeitsgemeinschaft „Humanitäre Hilfe für die ethnischen Gruppen in Bosnien-Herzegowina“ ins Leben. Danach gründete er die Initiative „Lasst uns Brücken bauen – für die Kinder dieser Welt!“, wobei insgesamt ca. 486 Tonnen Bekleidung, 293 Tonnen Verpflegung und 1,2 Millionen Euro gesammelt wurden. Zwischen 2005 und 2010 absolvierte Giermeier fünf weitere humanitäre Einsätze.
Michael Giermeier wird von der Luftwaffe als eines von vier Vorbildern geführt – zusammen mit Richard W. Higgins, Ludger Hölker und Jürgen Schumann.

### Privates
Giermeier ist verheiratet und Vater zweier Töchter.

## Auszeichnungen
- 1997 – Verdienstmedaille des Verdienstordens der Bundesrepublik Deutschland
- 2002 – Verdienstkreuz am Bande des Verdienstordens der Bundesrepublik Deutschland